# 60-XX
Classificazione delle ricerche matematiche: sezioni di livello 1

00-XX 01 03 05 06 08 | 11 12 13 14 15 16 17 18 19 20 22 | 26 28 30 31 32 33 34 35 37 39 40 41 42 43 44 45 46 47 49 | 
 51 52 53 54 55 57 58 | 60 62 65 68 | 70 74 76 78 | 80 81 82 83 85 86 | 90 91 92 93 94 97-XX
60-XX è la sigla della sezione primaria dello schema di classificazione
MSC dedicata alla teoria della probabilità
e ai processi stocastici.
La pagina attuale presenta la struttura ad albero delle sue sottosezioni secondarie e terziarie.

## 60-XX
teoria della probabilità e processi stocastici
{per ulteriori applicazioni, vedi 11Kxx, 62-XX, 90-XX, 92-XX, 93-XX, 94-XX}
- 60-00 opere di riferimento generale (manuali, dizionari, bibliografie ecc.)
- *60-01 esposizione didattica (libri di testo, articoli tutoriali ecc.)
- 60-02 presentazione di ricerche (monografie, articoli di rassegna)
- 60-03 opere storiche {!va assegnato almeno un altro numero di classificazione della sezione 01-XX}
- 60-04 calcolo automatico esplicito e programmi (non teoria della computazione o della programmazione)
- 60-06 atti, conferenze, collezioni ecc.
- 60-08 metodi computazionali {!non classificati ad un livello più specifico} [vedi anche 65C50]

## 60Axx
fondamenti di teoria della probabilità
- 60A05 assiomi; altre questioni generali
- 60A10 teoria probabilistica della misura {per la teoria ergodica, vedi 28Dxx e 60Fxx}
- 60A86 probabilità sfumata
- 60A99 argomenti diversi dai precedenti, ma in questa sezione

## 60Bxx
teoria della probabilità sulle strutture algebriche e topologiche
- 60B05 misure di probabilità sugli spazi topologici
- 60B10 convergenza delle misure di probabilità
- 60B11 teoria della probabilità sugli spazi topologici lineari [vedi anche 28C20]
- 60B12 teoremi limite per variabili casuali a valori vettoriali (caso della dimensione infinita)
- 60B15 misure di probabilità sui gruppi, trasformata di Fourier, fattorizzazione
- 60B20 matrici aleatorie (aspetti probabilistici; per gli aspetti algebrici, vedi 11B52]
- 60B99 argomenti diversi dai precedenti, ma in questa sezione

## 60Cxx
- 60C05 probabilità combinatoria
- 60C99 argomenti diversi dai precedenti, ma in questa sezione

## 60Dxx
probabilità geometrica e geometria stocastica [vedi anche 52A22, 53C65]
- 60D05 probabilità geometrica e geometria stocastica [vedi anche 52A22, 53C65]
- 60D99 argomenti diversi dai precedenti, ma in questa sezione

## 60Exx
teoria delle distribuzioni
[vedi anche 62Exx, 62Hxx]
- 60E05 distribuzioni: teoria generale
- 60E07 distribuzioni infinitamente divisibili; distribuzioni stabili
- 60E10 funzioni caratteristiche; altre trasformate
- 60E15 disuguaglianze; ordinamenti stocastici
- 60E99 argomenti diversi dai precedenti, ma in questa sezione

## 60Fxx
teoremi limite
[vedi anche 28Dxx, 60B12]
- 60F05 limite centrale ed altri teoremi deboli
- 60F10 deviazioni larghe
- 60F15 teoremi forti
- 60F17 teoremi limite funzionali; principi di invarianza
- 60F20 leggi zero-uno
- 60F25 teoremi limite secondo Lp
- 60F99 argomenti diversi dai precedenti, ma in questa sezione

## 60Gxx
processi stocastici
- 60G05 fondamenti dei processi stocastici
- 60G07 teoria generale dei processi
- 60G09 scambiabilità
- 60G10 processi stazionari
- 60G12 processi generali del second'ordine
- 60G15 processi gaussiani
- 60G17 proprietà di percorsi campione
- 60G18 processi auto-similari
- 60G20 processi stocastici generalizzati
- 60G22 processi frazionali, incluso moto browniano frazionale
- 60G25 teoria della predizione [vedi anche 62M20]
- 60G30 continuità e singolarità di misure indotte
- 60G35 applicazioni (rilevamento di segnali, filtraggio ecc.) [vedi anche 62M20, 93E10, 93E11, 94Axx]
- 60G40 tempi di arresto; problemi di arresto ottimale; teoria dei giochi d'azzardo [vedi anche 62L15, 91A60]
- 60G42 martingale con parametro discreto
- 60G44 martingale con parametro continuo
- 60G46 martingale ed analisi classica
- 60G48 generalizzazioni delle martingale
- 60G50 somme di variabili aleatorie indipendenti; cammini aleatori
- 60G51 processi con incrementi indipendenti
- 60G52 processi stabili
- 60G55 processi puntuali
- 60G57 misure aleatorie
- 60G60 campi aleatori
- 60G70 teoria dei valori estremali; processi estremali
- 60G99 argomenti diversi dai precedenti, ma in questa sezione

## 60Hxx
analisi stocastica
[vedi anche 58J65]
- 60H05 integrali stocastici
- 60H07 calcolo variazionale stocastico e calcolo di Malliavin
- 60H10 equazioni differenziali ordinarie stocastiche [vedi anche 34F05]
- 60H15 equazioni differenziali alle derivate parziali stocastiche [vedi anche 35R60]
- 60H20 equazioni integrali stocastiche
- 60H25 operatori aleatori ed equazioni aleatorie [vedi anche 47B80]
- 60H30 applicazioni dell'analisi stocastica (alle PDE ecc.)
- 60H35 metodi computazionali per le equazioni stocastiche [vedi anche 65C30]
- 60H40 teoria del rumore bianco
- 60H99 argomenti diversi dai precedenti, ma in questa sezione

## 60Jxx
processi di Markov
- 60J05 processi di Markov con parametro discreto
- 60J10 catene di Markov con parametro discreto
- 60J20 applicazioni dei processi di Markov discreti (mobilità sociale, teoria dell'apprendimento, processi industriali ecc.) [vedi anche 90B30, 91D10, 91D35, 91E40]
- 60J22 metodi computazionali per le catene di Markov [vedi anche 65C40]
- 60J25 processi di Markov con parametro continuo
- 60J27 catene di Markov con parametro continuo
- 60J28 applicazioni dei processi di Markov con parametro continuo su spazi di stati discreti
- 60J35 funzioni di transizione, generatori e risolventi [vedi anche 47D03, 47D07]
- 60J40 processi right?
- 60J45 teoria probabilistica del potenziale [vedi anche 31Cxx, 31D05]
- 60J50 teoria del contorno
- 60J55 tempo locale e funzionali additivi
- 60J57 funzionali moltiplicativi
- 60J60 processi di diffusione [vedi anche 58J65]
- 60J65 moto Browniano [vedi anche 58J65]
- 60J67 evoluzione di (Schramm-) Loewner stocastica (SLE)
- 60J68 superprocessi
- 60J70 applicazioni della teoria della diffusione (genetica delle popolazioni, problemi di assorbimento ecc.) [vedi anche 92Dxx]
- 60J75 processi di salto
- 60J80 processi di ramificazione (di Galton-Watson, di nascita e morte ecc.)
- 60J85 applicazioni dei processi di ramificazione [vedi anche 92Dxx]
- 60J99 argomenti diversi dai precedenti, ma in questa sezione

## 60Kxx
processi speciali
- 60K05 teoria del rinnovo
- 60K10 applicazioni (affidabilità, teoria della domanda?richiesta ecc.)
- 60K15 processi di rinnovo Markoviani, processi semi-Markoviani
- 60K20 applicazioni dei processi di rinnovo di Markov (affidabilità, reti di accodamento ecc.) [vedi anche 90Bxx]
- 60K25 teoria delle code [vedi anche 68M20, 90B22]
- 60K30 applicazioni (congestione, allocazione, magazzinaggio, traffico ecc.) [vedi anche 90Bxx]
- 60K35 processi casuali interagenti; modelli tipo meccanica statistica; teoria della percolazione [vedi anche 82B43, 82C43]
- 60K37 processi in ambienti aleatori
- 60K40 altre applicazioni fisiche dei processi aleatori
- 60K99 argomenti diversi dai precedenti, ma in questa sezione